# Aventoft
Aventoft é um município da Alemanha, localizado no distrito de Nordfriesland, estado de Schleswig-Holstein. É o ponto mais setentrional do território alemão continental.